# Hillson Bi-mono
Die Hillson Bi-mono war ein Experimentalflugzeug des britischen Herstellers Hillson aus den 1940er Jahren. Das Ziel der Untersuchungen war die Ermittlung einer Konfiguration, die es erlaubte, die Tragflächenbelastung beim Start möglichst gering zu halten. Hierzu sollte der Start als Doppeldecker erfolgen und nach dem Start die obere Tragfläche abgeworfen werden. Die „Bi-mono“ ist bis heute das einzige bekanntgewordene Flugzeug, mit dem nachweislich derartige Versuche durchgeführt wurden.

## Geschichte

### Hintergrund
Das Bestreben der Konstrukteure Ende der 1930er Jahre war es, die Leistungsfähigkeit von Flugzeugen vor allem für den militärischen Einsatz durch ein verringertes Leistungsgewicht (Flugzeuggewicht pro kW Triebwerksleistung) oder auch durch eine Verbesserung der Aerodynamik zu erhöhen.
Als limitierender Faktor bei der Erhöhung der Flugleistung stellte sich vor allem die Beherrschung hoher Tragflächenbelastungen beim Start heraus. Zwischen der Flächenbelastung und der Startstrecke besteht ein linearer Zusammenhang, so führt eine Erhöhung um 100 N/m² zu einer Verlängerung der Startstrecke um etwa 21 m. Die hohe Flächenbelastung in den 1930er Jahren ergab sich nicht zuletzt wegen der ineffizienten Kolbenmotortriebwerke, da eine große Menge an Treibstoff beim Start mitgeführt werden musste.
Als Abhilfe wurden so unterschiedliche Maßnahmen wie Huckepackflugzeuge oder der raketenunterstützte Start (RATO) umgesetzt. Noel Pemberton-Billing, ein britischer Pilot, Erfinder und Politiker, der auch als Gründer von Supermarine bekannt wurde, vertrat mit einem abwerfbaren zweiten Tragflügel ein sehr exotisches alternatives Konzept. Die Tragfläche sollte sogar mit eigenem Antrieb zur Erde zurückkehren und wieder verwendet werden können. Ein ähnliches Konzept, aber mit einem abwerfbaren „Verlustflügel“, schlug W. R. Chow vor, der als Fabrikdirektor bei dem Hersteller von Leichtflugzeugen „F. Hills and Son“ in Manchester tätig war.
Nach Kriegsausbruch trat er an das Air Ministry mit dem Entwurf eines kleinen, billigen und einfach zu bauenden Jagdflugzeugs heran, das in der Lage sein sollte, von einfachen Feldern und Straßen zu operieren und dafür mit einem abwerfbaren zweiten Tragflügel ausgerüstet sein sollte.

### Entwicklung
Das Ministerium lehnte eine Förderung zwar ab, Hillson führte die Entwicklung jedoch auf privat finanzierter Basis fort. Als erstes sollte eine maßstäblich verkleinerte, aber flugfähige bemannte Version gebaut werden. Nach 32 Tagen waren die Konstruktionsarbeiten hierfür abgeschlossen, und nach nur insgesamt 72 Tagen war das Bi-mono genannte Modell fertiggestellt und flugbereit. Der Erstflug fand am 16. Juli 1941 mit P. H. Richmond am Steuer vom Squires Gate Aerodrome in Blackpool statt. Der Flug in der Doppeldeckervariante wurde von einer Lockheed Hudson begleitet, die zwei Filmkameras an Bord hatte und so den Abwurf des oberen Flügels in einer Höhe von fast 1400 m (4500 ft) über der Irischen See dokumentieren konnte. Der Übergang vom langsamen Doppel- zum schnelleren Eindecker lief nach Aussage des Testpiloten problemlos ab, lediglich ein sanft eintretender Höhenverlust von ein paar hundert Fuß war festzustellen.

### Weitere Erprobung
Die Maschine wurde anschließend der Royal Air Force für offizielle Flugversuche übergeben. Bei den ersten Tests wurde noch eine obere Tragfläche gewählt, die eine wesentlich größere Spannweite als der Unterflügel aufwies. Diese wurde dann jedoch durch eine Fläche ersetzt, die mit 6,1 m (20 ft) die gleiche Spannweite wie der Unterflügel hatte. Bei den Bodenversuchen zur Überprüfung der Trennungsvorrichtung wurden auch Gummiseile verwendet, die die obere Tragfläche nach dem Abwurf noch festhielten.
Da in der Folge der Bedarf für einen solchen „Notjäger“ nicht mehr als dringlich angesehen wurde, wurde auch das vollmaßstäbliche Muster nicht mehr gebaut. Lediglich eine Hawker Hurricane wurde noch entsprechend als Hillson FH.40 umgebaut und durch das Aeroplane and Armament Experimental Establishment auf der RAF Station Sealand ab Mai 1943 im Flug erprobt. Ein Abwurf des zweiten Tragflügels wurde jedoch nicht mehr durchgeführt. Die Versuche verliefen in der Folge im Sande, wohl nicht zuletzt wegen des in Kriegszeiten nicht zu vertretenden Arbeitsaufwands und der Kosten zur Herstellung einer sehr kurzlebigen Wegwerftragfläche.

## Konstruktion
Um den 200 PS leistenden Motor de Havilland Gipsy Six herum konstruiert, war die Bi-mono als Tiefdecker ausgelegt. Die Struktur bestand aus geschweißten Stahlrohren mit Holzformteilen und einer Sperrholzbeplankung. Der untere mit Sperrholz beplankte Flügel besaß einen einzelnen Holm aus Holz, die Klappenquerruder waren an einen Hilfsholm angelenkt. Die Treibstofftanks befanden sich in den Tragflächenvorderkanten zwischen Rumpf und Fahrwerk. Das feste Fahrwerk besaß eine Gummifederung.
Ursprünglich plante man, die obere Tragfläche lediglich an der Kabine zu befestigen. Nach Betrachtung der auftretenden Kräfte infolge der Biegemomente des oberen Holms entschloss man sich dann doch, zusätzliche vertikale V-Streben vorzusehen, die die beiden Hauptholme verbanden. Auf der Kabine selbst befanden sich zwei senkrechte Zylinderstifte, die in entsprechende Rohrstücke am Flügel passten, diesen gegen eine Drehung um die Hochachse fixierten und auch die Horizontalkräfte aus dem Luftwiderstand aufnahmen. Dieser einfache Aufbau machte es unmöglich, einen elektrischen oder hydraulischen Auslösemechanismus einzusetzen. So wurde ein mechanisches Verfahren entwickelt, bei dem die V-Streben beim Abwurf am oberen Flügel verblieben.

## Technische Daten
| Kenngröße          | Daten                                                   |
| ------------------ | ------------------------------------------------------- |
| Besatzung          | 1                                                       |
| Länge              | 5,95 m                                                  |
| Spannweite         | 6,10 m                                                  |
| Höhe               | 2,14 m (Doppeldecker) 1,95 m (Eindecker)                |
| Flügelfläche       | 12,26 m² (Doppeldecker) 6,13 m² (Eindecker)             |
| Tragflächenprofile | Unten: RAF 34, Oben: Clark Y                            |
| max. Startmasse    | 881 kg (Doppeldecker) 840 kg (Eindecker)                |
| Triebwerke         | ein de Havilland Gipsy Six mit 147 kW (200 PS) Leistung |